# 라스트 엑소시즘: 잠들지 않는 영혼
《라스트 엑소시즘: 잠들지 않는 영혼》(영어: The Last Exorcism Part II)은 2013년 공개된 미국의 초자연 공포 영화로, 《라스트 엑소시즘》(2010)의 속편이다. 에드 개스도널리가 감독을 맡고, 데이미언 셔젤이 원안과 각본을 담당했다.

## 줄거리
악령의 화신을 잉태한 뒤 출산 의식 도중 화재로 아버지와 남동생을 잃은 넬(애슐리 벨 분)은 당시 너무 큰 충격을 받아 기억을 잃고 만다. 이후 여성 청소년 보호소로 이송돼 새 삶을 시작한 넬은 이성과 합리를 중시하는 소장의 자상한 격려와 사랑하는 남자친구와 보내는 소소한 일상 속에서 서서히 과거의 상처를 극복해 나간다. 하지만 모든 것이 제자리로 돌아왔다고 생각한 넬에게 매일 밤 찾아오는 악령의 그림자와 알 수 없는 힘은 또다시 넬이 과거의 끔찍한 악몽을 떠올리게 한다.
거기에 과거 넬의 구마 의식이 담긴 다큐멘터리 촬영 영상이 인터넷에 올라오면서 사람들의 차가운 시선과 집요한 관심은 넬을 더욱 괴롭게만 하고, 유일한 안식처였던 남자친구는 물론 가까이 다가오는 주변 사람들 모두 끔찍한 죽음을 맞이하게 된다. 어둠의 존재로부터 넬을 지켜온 세력은 넬에게 오래 전 종말에 대한 계시를 받았으며 넬이 자유 의지로 악령을 선택한다면 세계에 종말이 찾아오게 될 것이라고 말한다. 조금씩 떠오르는 기억 속에 아직까지도 자신을 괴롭히는 악령 ‘아발람’의 존재를 깨닫게 된 넬은 다시 한번 강력한 구마를 치를 준비를 한다. 과연 넬은 악마의 저주를 끝낼 수 있을 것인가…

## 출연
- 애슐리 벨 - 넬 마거릿 스위처 역
- 줄리아 가너 - 궨 역
- 스펜서 트리트 클라크 - 크리스 역
- 데이비드 젠슨 - 콜더 역
- 태라 리그스 - 세실 역
- 루이스 허섬 - 루이스 스위처 역
- 뮤즈 왓슨 - 프랭크 멀 역